# Hans Dekkers (1981)
|  | No confondre amb el també ciclista Hans Dekkers, nascut el 1928 |

Hans Dekkers (Eindhoven, 8 d'agost de 1981) és un ciclista neerlandès professional des del 2002 al 2011.

## Palmarès
- 2001
  - Vencedor d'una etapa a la Ruban Granitier Breton
  - Vencedor d'una etapa al Mainfranken-Tour
  - Vencedor d'una etapa a la Volta a la província d'Anvers
- 2002
  - 1r al Gran Premi de Waregem
  - Vencedor de 2 etapes al Mainfranken-Tour
  - Vencedor d'una etapa al Triptyque des Monts et Châteaux
  - Vencedor d'una etapa als Tweedaagse van de Gaverstreek
  - Vencedor d'una etapa a la Ruban Granitier Breton
  - Vencedor d'una etapa a l'Olympia's Tour
- 2003
  - Vencedor de 3 etapes a l'Olympia's Tour
  - Vencedor de 2 etapes al Tour de Normandia
  - Vencedor d'una etapa al Triptyque des Monts et Châteaux
- 2005
  - 1r al Memorial Philippe Van Coningsloo
  - Vencedor de 3 etapes al Tour de Normandia
  - Vencedor de 2 etapes al Tour de Loir i Cher
  - Vencedor de 2 etapes a l'Olympia's Tour
  - Vencedor d'una etapa al Gran Premi Internacional CTT Correios de Portugal
- 2006
  - Vencedor d'una etapa al Tour de l'Avenir
- 2007
  - Vencedor d'una etapa als Tres dies de Flandes Occidental
- 2008
  - 1r al Premi Nacional de Clausura
- 2009
  - Vencedor d'una etapa al International Cycling Classic